# Benigno Abúndez Chávez
Benigno Abúndez Chávez (Axochiapan, Morelos, 13 de febrero de 1880-Cuautla, Morelos, 1 de marzo de 1958), fue un militar y político mexicano que participó en la Revolución mexicana.

## Maderismo
Nació en Axochiapan, Morelos, el 13 de febrero de 1880. Al estallar la lucha contra Porfirio Díaz se unió a las filas maderistas, bajó las órdenes del General Lorenzo Vázquez Herrera, operando en su estado natal. Al romper Emiliano Zapata con Francisco I. Madero, a finales de agosto de 1911, Benigno Abúndez se adhirió al Zapatismo; al mando de su guerrilla combatió en el sur de Morelos, por el rumbo de Tilzaplota, los Homos y Nexpa, hasta 1914.

## Zapatismo
De 1915 a 1920, al triunfo del Plan de Agua Prieta, ingresó al Ejército Nacional bajo las órdenes de Genovevo de la O, se le reconoció el grado de General de Brigada. En 1923 tuvo el mando del 51 Batallón, y luego fue trasladado a Huamantla, Tlaxcala, con sus fuerzas, al ser nombrado Genovevo de la O, Jefe de Operaciones militares en ese Estado. En 1936, fue senador de la República por Morelos, al tiempo que era directivo de la Liga de Comunidades Agrarias y Sindicatos Campesinos. Murió siendo Diputado de la XLIII Legislatura Federal, el primero de marzo de 1958.